# Adaptation visuelle
Pour les articles homonymes, voir Adaptation.
L’adaptation visuelle, appelée aussi accoutumance rétinienne, est le processus par lequel le système visuel adapte la perception aux propriétés de l'environnement lumineux. Elle permet la vision dans des intensités lumineuses très variées, et la reconnaissance de la couleur des objets vus dans des lumières de répartitions spectrales différentes.
On peut distinguer deux processus similaires. L’adaptation au niveau lumineux, pour ce qui concerne les intensités lumineuses, et l’adaptation chromatique pour ce qui concerne la répartition spectrale de l'énergie lumineuse.

## Adaptation au niveau lumineux
Lorsque vous êtes en plein jour, allumer une bougie n’éclaire pas une pièce tandis qu’en pleine nuit noire, la bougie éclaire énormément. Physiquement parlant, la lumière dégagée par la bougie n’a pas changé, c’est donc notre œil qui s’est adapté à l’ambiance.
Dans une même scène, on distingue des luminosités différentes dans un facteur 100 environ ; les objets visuels qui diffèrent trop de la moyenne apparaissent soit comme des blancs éblouissants, soit comme des noirs tous identiques. Cet éclairement moyen est très variable. On voit quelque chose dans l'obscurité à partir d'environ un dix-millième de lux, jusqu'à l'éblouissement vers cent mille lux. Le rapport entre les luminosités est de l'ordre de un milliard, et pour s'adapter à cet énorme écart, on distingue 2 systèmes :
- la réaction pupillaire ,
- l'adaptation rétinienne.

### La réaction pupillaire

Comme le diaphragme des appareils photo, l'iris « s’ajuste » à la luminosité grâce à deux feuillets de muscles lisses ; le muscle circulaire, qui contracte la pupille (dans la lumière) et le muscle radial qui la dilate (dans l'obscurité).
La réaction pupillaire est rapide mais elle ne compense les différences d'éclairement que dans un facteur 25 environ.
En cas d'augmentation brusque de la lumière, après entre 0,2 et 0,5 s de latence, la pupille se contracte en 2 s, puis se stabilise en 5 s. Au bout de quelques minutes, la vision s'est accoutumée au nouvel éclairage et la pupille revient à son état moyen. Si la lumière faiblit, la pupille réagit en sens inverse, se dilatant jusqu'à ce que le système visuel ait compensé les nouvelles conditions.

### L'adaptation rétinienne
La rétine comporte deux types de récepteurs lumineux, les bâtonnets, très sensibles, et les cônes, moins sensibles, mais qui permettent la vision des couleurs, de sensibilité très différente, mais dont les plages de fonctionnement s'étendent, pour les uns comme pour les autres, bien au-delà des possibilités de compensation de la pupille. Le système visuel, cependant, ne fonctionne pas directement avec les influx nerveux issus des cônes, mais à partir des différences entre les différentes parties d'une scène, avec un temps de réaction plus lent, tandis que les flux des substances chimiques qui gouvernent la sensibilité des cônes et des bâtonnets est encore plus lent. Cônes (C) et bâtonnets (B) s'opposent quant à la propriété de leur pigments visuels : sensibilité forte (B) et faible (C), acuité forte (C) et faible (B), et adaptation forte (B) et faible (C), facteurs à l'origine de l'adaptation rétinienne.
| Propriétés des pigments visuels |        |           |
|                                 | Cônes  | Bâtonnets |
| Sensibilité                     | faible | forte     |
| Acuité                          | forte  | faible    |
| Adaptation                      | faible | forte     |

L’adaptation à l’obscurité se déroule en deux phases dont la première (phase rapide ou photopique) est d'environ 3 minutes et la seconde (phase lente ou scotopique) d’une heure. L’adaptation à la lumière se fait aussi en deux phases.

#### Adaptation et délai de vision
L'augmentation de la sensibilité visuelle pour correspondre à un environnement obscur se fait indépendamment pour chaque œil. Elle augmente le retard entre l'arrivée de la lumière sur la rétine et la transmission de l'influx nerveux.
L'expérience du pendule de Pulfrich peut se réaliser avec peu de moyens.
Une boule sur un fond contrasté, suspendue à un fil, oscille devant l'observateur. La boule semble se déplacer de gauche à droite. Lorsqu'un verre sombre diminue la vision d'un œil, la boule semble décrire une ellipse en profondeur. En changeant le verre d'œil, la rotation apparente s'inverse.
L'effet s'explique par le retard de l'œil dont la sensibilité a dû s'accroître pour correspondre à la lumière moindre. L'information transmise par l'œil obscurci est en retard. La différence d'angle de vision, qui donne la notion de relief, de profondeur, se trouve donc faussée : elle prend en considération, pour un des yeux, une position antérieure de la boule. Plus la boule se déplace rapidement, plus l'effet est important.
En mesurant, par des repères fixes, la profondeur apparente de l'ellipse, on peut mesurer le déphasage, et de là le retard.

## Adaptation chromatique
On appelle constance de couleur un caractère essentiel de la vision des couleurs qui permet d'associer une couleur à un objet, bien que les changements d'éclairage modifient le rayonnement qui en parvient jusqu'à l'œil. L'approche écologique de la perception visuelle note que la possibilité d'associer une couleur à un objet ou une classe d'objets est capitale pour l'interaction entre espèces, alors que l'identification exacte du rayonnement n'offre aucun avantage sélectif.
L'appareil visuel adapte donc la vision à la répartition spectrale de l'éclairage, dans un processus comparable à celui de l'adaptation rétinienne. Lorsque l'éclairage change brusquement, comme il arrive par exemple lorsqu'on passe d'un lieu éclairé par le jour à un autre installé avec des lumières fluorescentes, on a d'abord conscience de la différence d'éclairage, puis celle-ci s'estompe, jusqu'à ce qu'on retrouve une perception des couleurs similaires à celle que l'on avait auparavant.
En colorimétrie, on produit des tables permettant de situer les lumières correspondant à une couleur de surface examinée sous divers illuminants. Les films de la photographie argentique en couleurs, comme les capteurs des caméras vidéo et appareils photo numériques n'effectuant aucune adaptation, l'opérateur doit corriger la couleur de l'éclairage par des filtres ou effectuer un réglage appelé balance des blancs. Les fabricants ont intégré, dans les appareils destinés au grand public, des automatismes qui évaluent, d'après les couleurs de la scène, l'adaptation chromatique humaine, et déterminent les réglages nécessaires pour la reproduire.

## Recherche actuelle
L'adaptation visuelle concerne tous les animaux capables de voir. Le processus physiologique qui le permet est cependant mal élucidé. Au début du XXIe siècle, des recherches ont fait apparaître que, plutôt que les récepteurs, cônes et bâtonnets, qui forment l'image visuelle, une variété particulière de cellules ganglionnaires de la rétine, dites intrinsèquement photosensibles (« intrisically photosensitive retinal ganglionic cells », abrégé ipRGC en anglais) est à l'origine des processus d'adaptation.

## Applications
Cette adaptation physiologique est à l'origine d'une règle commune de sécurité imposée par l'Organisation de l'aviation civile internationale relative à l'extinction des lumières principales à l'intérieur de la cabine d'avion de ligne au moins dix minutes avant le décollage ou l'atterrissage de nuit. En cas d'incident nécessitant un atterrissage forcé, l'acclimatation des yeux des passagers à l'obscurité lors de l'évacuation d'urgence leur assure une meilleure perception des chemins lumineux et limite l'effet de « trou noir » lors du saut dans le toboggan gonflable.
L'observation nocturne du ciel nécessite également cette adaptation à l'obscurité. La pupille s'ouvre, son diamètre pouvant passer de 2 à 8 mm, ce qui donne environ 16 fois plus de lumière sur la rétine. Après une minute d'adaptation à la faible luminosité, celle-ci est dix fois plus sensible à la lumière. Après 20 minutes, il est 6 000 fois plus sensible. Après 30 minutes, l'œil atteint sa limite et nécessite désormais 30 000 fois moins de lumière. L'astronome britannique William Herschel a montré dès le XVIIIe siècle que la vision nocturne développe davantage la sensibilité périphérique que la sensibilité centrale de la rétine. Les cônes se trouvent en effet surtout au centre tandis que les bâtonnets, plus sensibles à la lumière et au mouvement, sont plus denses au pourtour. Pour en profiter, l'astronomie observationnelle tire parti de la vision périphérique par une technique de vision décalée, qui rappelle l'expérience courante de voir des objets du coin de l'œil apparaître plus brillants quand on marche ou qu'on conduit de nuit. Ce « regard en biais » ou « à côté », pour que l'image  de l'objet auquel on s'intéresse tombe sur la partie latérale de la rétine, permet de bien compter les étoiles dans un amas ouvert ou de distinguer des nébuleuses de faible éclat. Pour apercevoir une étoile très faible, il faut aussi regarder à côté : cette vision décalée permet de gagner environ 1,5 magnitude.